# Chapman (Nebraska)
Chapman è un comune degli Stati Uniti d'America, situato nello Stato del Nebraska, nella Contea di Merrick.